# Egidius Ehrentreich von Sydow
Egidius Ehrentreich von Sydow (* 1669 auf Gut Zollen bei Soldin; † 8. November 1749 in Berlin) war ein preußischer General der Infanterie, Chef eines Infanterieregiments, Kommandant von Berlin sowie Amtshauptmann von Giebichenstein und Moritzburg sowie Erbherr von Zollen. Er war auch Mitglied des Tabakskollegiums von Friedrich Wilhelm I.

## Leben

### Herkunft
Sein Vater war der schwedische Rittmeister und Erbherr auf Blumberg Jochen von Sydow († 1671), seine Mutter Sophia von Liebenthal († nach 1686) aus dem Haus Rheetz (Renitz). Die Eltern seiner Mutter waren Joachim von Liebenthal und Maria von Hagen aus dem Haus Nauplin.

### Militärkarriere
Sydow stand seit 1685 in der Armee des brandenburgischen Kurfürsten Friedrich Wilhelm. Mit dieser kämpfte er in französischen, schwedischen und türkischen Kriegen. Er kämpfte in Brabant und unter Prinz Eugen. Am 1. Juli 1710 war er Oberstleutnant im „Regiment Varenne zu Fuß“. Während des Pommernfeldzuges 1715/16 kämpfte er vor Stralsund.
Am 3. Januar 1719 wurde Sydow Oberst. Sein Patent wurde aber auf 24. Dezember 1718 datiert. Nach dem Tod Jean Quirin de Forcades, des Chefs des Infanterieregiments Nr. 23, wurde ihm dieses Regiment übertragen. Am 11. Juni 1732 wurde er zum Generalmajor befördert und im Dezember 1735 zum Kommandanten von Berlin ernannt. Am 31. Juli 1740 wurde Sydow zum Generalleutnant und am 25. Mai 1743 zum General der Infanterie erhoben.
1741 war Sydow Kommandant des Zweiten Treffens der Obersavationsarmee in Brandenburg unter Leopold von Anhalt-Dessau. Am 7. November des gleichen Jahres wurde er von Friedrich II. mit dem Schwarzen Adlerorden geehrt. 1743 gab er aufgrund seines Alters und eines erlittenen Schlaganfalls sein Regiment an den Generalmajor Wolf Alexander Ernst Christoph von Blanckensee ab. Er blieb aber Kommandant von Berlin und Amtshauptmann von Giebichenstein. Er erhielt eine Pension von 3000 Talern. Nach seinem Tod wurde Sydow in der Gruft der Garnisonkirche in Berlin beigesetzt.

### Familie
Sydow war mit Anna Charlotte von Brandt (* 1691; † 21. September 1752) aus dem Haus Wutzig verheiratet. Sie war die Witwe des Oberst Ernst Melchior von Brummsee († 1712) ehemals Kommandant von Driesen sowie Tochter des Generalmajors Paul von Brandt. Das Paar hatte drei Söhne und drei Töchter, darunter:
- Friedrich Wilhelm (* 1718; † 176?), preußischer Hauptmann ⚭ 1743 Sophie Auguste Wilhelmine von Geuder genannt von Rabensteiner
- Anton Ludwig (* 1721; † 1755) ab 1753 Herr auf Zollen
- Sophie Charlotte (* 1722) ⚭ Karl Friedrich von Benekendorff († 1788), Präsident der Oberamtsregierung in Breslau
- Henriette Luise (* 13 oder 30. März 1723; † 28. Februar 1756 (auch: 23. Oktober)) ⚭ Ernst Sigismund von Wedell (* 1704; † 25. August 1758 bei Zorndorf)
- Joachim Siegmund (* 28. Mai 1727; † April 1763), starb an den Spätfolgen seiner Verwundung in der Schlacht bei Hochkirch 1757
- Anna Hedwig (* April 1730; † vor 1764) ⚭ Christoph Ernst von Aderkas (* 1. August 1720; † 22. Oktober 1792)[3], preußischer Hauptmann, Hofmeister des Grafen Christian Friedrich zu Stolberg-Wernigerode